# Джордж Белас
Джордж Белас (на английски: George Bellas) е китарист, композитор и музикален педагог. Той е мултиинструменталист и свири на китара, бас, клавирни инструменти, пее и композира своята музика.
Джордж Белас композира и свири неокласически метъл и прогресив рок музика, както и в чист ренесансов стил и класически джаз. Ранните си музикални познания и вдъхновение Джордж намира в книгите „Хармония“ и „Контрапункт“ на Уолтър Пистън, заедно с книгите за джаз китара с една нота на Тед Грийн. Всички композиции на Джордж са написани на хартиен носител, преди изобщо да се хване за китарата. Неговите композиции включват разнообразно количество музикални елементи. Той разчита на импровизирани сола, нечетни метрични ритми и полиритми. Владее класическата хармония и контрапункт, джаз хармонията съчетана с ултра-модерен уклон, разчита на плътните оркестрации с лирични мелодии и необичайни форми на пеене.
Музика започва да изучава седем годишен, на първата закупена от баща му класическа китара. Проучва всички книги на тази тема в училищната библиотека и непрекъснато свири усърдно докато пръстите му започват да кървят. След време Джордж се сдобива с престижните модели китари Gibson Flying V's, Fender 1957 Stratocasters, Fender American Standard Stratocasters, Gibson 1960 Goldtop Les Pauls, Ovation Acoustics, Fender Bases, и струни Dean Markley.
Джордж започва да свири на живо много рано и да концертира широко с групите си Юнион Джак, Дестини, ФрийФал и Продиджи, като през цялото време той непрекъснато изучава музикална теория, хармония, ритъм, контрапункт, форма и композиция. успоредно с това Джордж започва да преподава китара още в ранните си тийнейджърски години и малко след това отваря музикално училище, наречено „Prodigy's School Of Music“.

## Дискография

### Соло албуми
- Turn Of The Millennium 	1997[2]
- Mind Over Matter 	1998[2]
- Venomous Fingers 2003[2]
- Planetary Alignment 	2007	[2]
- Step Into The Future 	2008[2]
- The Dawn Of Time 2010[2]
- Astral Projection 2013[2]
- Colonizing The Stars 	2018[2]

### Колаборации
- Edge Of The World 1997 с Mogg § Way
- Mind Journey 1997 с Джон Уест[3]
- Extreme Measures 1998 с Виталий Куприй[4]
- Permanent Mark
- Hundred Year Flood 2002 с Magellan[5]
- Forward And Beyond 2004 с Виталий Куприй[6]
- The Oracle 2006
- Messenger Of The Gods
- Shawn Lane Remembered
- Hanging Gardens
- Flying Through Infinity
- Neoclassical Spirit
- This Is Shredding – vol. 2
- Hands Without Shadows
- Shrapnel's Super Shredders
- Dragon Fire